# Thiệu Vũ (xã)
Thiệu Vũ là một xã thuộc huyện Thiệu Hóa, tỉnh Thanh Hóa, Việt Nam.

## Địa lý
Xã Thiệu Vũ nằm ở phía tây bắc huyện Thiệu Hóa, thuộc tả ngạn sông Chu, có vị trí địa lý:
- Phía đông giáp xã Thiệu Thành và xã Thiệu Tiến
- Phía tây giáp xã Thiệu Toán và xã Thiệu Ngọc
- Phía nam giáp thị trấn Hậu Hiền
- Phía bắc giáp xã Thiệu Ngọc và huyện Yên Định.

Xã Thiệu Vũ có diện tích 6,05 km², dân số năm 2022 là 6.497 người, mật độ dân số đạt 1.073 người/km².

## Hành chính
Xã được chia thành 4 thôn.

## Lịch sử
Vùng đất thuộc xã Thiệu Vũ ngày nay, vào đầu thế kỉ 19 là các thôn thuộc tổng Phù Chẩn, huyện Thụy Nguyên, phủ Thiệu Thiên: Yên Lộ (An Lộ) (tên gọi có từ đầu thế kỉ 19, tên nôm là làng Lỗ), Lam Vỹ (tên gọi có từ đầu thế kỉ 19, tên nôm là làng Vả), Cẩm Vân (đầu thế kỉ 19 là thôn Hoa Vân), Lam Đạt (thôn mới được tách ra từ thôn Lam Vỹ, Xóm dân cư Thủy Cơ.
Cuối năm 1945, huyện Thụy Nguyên đổi thành huyện Thiệu Hóa.
Sau năm 1945, các thôn xã nêu trên thuộc xã Ngọc Vũ, huyện Thiệu Hóa. Năm 1953, xã Ngọc Vũ chia thành các xã Thiệu Ngọc và Thiệu Vũ.
Năm 1977, xã Thiệu Vũ cùng với các xã phía bắc sông Chu của huyện Thiệu Hóa sáp nhập với huyện Yên Định thành huyện Thiệu Yên.
Năm 1996, xã Thiệu Vũ thuộc huyện Thiệu Hóa mới tái lập.

## Văn hóa
- Đình, chùa, nghè Yên Lộ
- Đình Lam Vỹ
- Đình Cẩm Vân
- Nhà thờ Nguyên Bí Thư tỉnh ủy Lê Chủ.